# Стеклозавод (остановочный пункт)
Стеклозавод — остановочный пункт Ростовского региона Северо-Кавказской железной дороги.
Находится в городе Аксай рядом с «Аксайским стекольным заводом» (ныне не существующем) на улице Набережной, 1.
Остановка электропоездов.